# ALD Automotive
ALD Automotive ist eine Marke der AutoLeasing D GmbH und bietet herstellerunabhängiges Full-Service-Leasing und Fuhrparkmanagement. Das Unternehmen mit Hauptsitz in Hamburg gehört zur weltweit agierenden ALD Gruppe, einer hundertprozentigen Tochter der Société Générale Group, und beschäftigt in Deutschland rund 475 Mitarbeiter.

## Geschichte
Im Jahr 1968 ging aus dem Hamburger Autohaus Ernst Dello GmbH & Co. KG eine von Europas ersten eigenständigen Leasinggesellschaften hervor: die Dello Leasing GmbH & Co. Bereits zuvor hatte das Unternehmen seine Leasingaktivitäten gesteigert, woraufhin sich Geschäftsführer Hans Ravenborg zu der Ausgründung entschloss. Fünf Jahre später begann die europaweite Tätigkeit. Das führte 1974 unter Beteiligung weiterer deutscher Opel-Händler zur Gründung des internationalen Autoleasing-Verbandes Interleasing Europa.
Die vier Standorte von Dello Leasing in Deutschland agierten zunächst für sich allein. 1981 schlossen sich die Vertretungen in Hamburg, Düsseldorf, Frankfurt am Main und Augsburg unter dem Dach der Interleasing D AG zusammen. 1983 entstand daraus die ALD AutoLeasing D GmbH. Im Jahr darauf zählten 30 Autohäuser zu ALD AutoLeasing D. Die Deutsche Bank/GEFA Bank stieg 1984 in das Unternehmen ein und übernahm 1988 seine Mehrheit. 1992 kamen durch die Kooperation mit Garanta Finanzdienst die Absatz- und Einkaufsfinanzierung sowie Investitionskredite hinzu. 1993 wurde die französische Interleasing France S. A. R. L. übernommen. 1996 wurde die tschechische AutoInterLeasing CR s.r.o. aquiriert.
Die Dienstleistung Fleet Management hatte ALD AutoLeasing D inzwischen in ihr Angebot aufgenommen. Mit der Übernahme der Münchner Gesellschaft Car Professional Fuhrparkmanagement und Beratungsgesellschaft mbh & Co. (CPM) wurde dieses Angebot 1996 durch das neu gewonnene Know-how deutlich erweitert. Im gleichen Jahr übernahm ALD AutoLeasing D die AMA-Gruppe und damit Joint Ventures mit Saab und Subaru. Im Jahr 2000 ging aus den Kooperationen, die ALD AutoLeasing D im Rahmen von Garanta Finanzdienst seit 1992 eingegangen war, die Bank Deutsches Kraftfahrzeuggewerbe (BDK) hervor.
2001 trennte sich die Deutsche Bank im Rahmen einer Umstrukturierung von ihrem gesamten europäischen Anlagefinanzierungs-, Leasing- und Fuhrparkmanagement-Geschäft. Neuer Eigentümer von ALD AutoLeasing D wurde die französische Société Générale. Daraufhin errichtete das Unternehmen bis Februar 2019 Niederlassungen in insgesamt 43 Ländern.
Wegen einer Konzernumstrukturierung innerhalb der Firmengruppe wurde im Jahr 2005 das Handels- und Endkundengeschäft in die Gesellschaft ALD Lease Finanz GmbH ausgelagert, eine Tochtergesellschaft der BDK. Der gewerbliche Flottenbereich für Fuhrparks firmiert seitdem unter der Marke ALD Automotive. Die Tochtergesellschaft Car Professional Management (CPM) ist für das Fuhrparkmanagement von Kauf-, Miet-, Leasing- und Mischfuhrparks verantwortlich.
2023 übernahm ALD Automotive die niederländische LeasePlan Bank, die auf Sparkonten zur Finanzierung des Leasinggeschäfts spezialisiert ist, und bildet mit ihr die Ayvens Group.

## Ayvens Carmarket
Ayvens Carmarket (früher bekannt als ALD Carmarket) ist die digitale Plattform von Ayvens für den Verkauf von gebrauchten Fahrzeugen aus Firmenflotten. Die Plattform stellt Inspektionsberichte, Wartungshistorien und Bewertungsinformationen zu den Fahrzeugen bereit.

## Konzernverbund
ALD Automotive und seine Tochtergesellschaften gehören zur Unternehmensgruppe der Société Générale. Seit 2017 ist ALD Automotive an der Pariser Wertpapierbörse Euronext gelistet, Hauptaktionär ist die Société Générale.

## Geschäftsfelder
ALD Automotive deckt vom reinen Finanz- über Full-Service-Leasing bis hin zum Fuhrpark-Outsourcing die Mobilität von Unternehmensfuhrparks ab. ALD Automotive agiert dabei markenunabhängig.
- Fuhrparkberatung
- Finanzleasing
- Full-Service Leasing
- Fuhrparkmanagement
- Gebrauchtwagenvermarktung
- Carsharing

## Internationales Fuhrparkmanagement
ALD International betreut in 55 Ländern 1,66 Millionen Fahrzeuge. In 43 Ländern ist das Unternehmen mit eigenen Niederlassungen vertreten. In Nordamerika, Kanada und den Vereinigten Staaten unterhält ALD International Partnerschaften mit den Flottenmanagern von Wheels Inc. Parallel kooperiert die ALD Automotive in den Neuseeland, Irland, Australien und Südafrika mit Fleet Partners. Weitere Kooperationen bestehen mit Absa Vehicle Management Solutions, AutoCorp und Arrend Leasing.

## Soziales Engagement
2008 rief ALD Automotive den Run For Charity ins Leben – einen Spendenstaffellauf an der Müritz. Das Unternehmen unterstützt damit Kinder- und Jugendprojekte. Im Jahr 2018 kamen 117.075 Euro an Spenden zusammen. Seit Beginn der Veranstaltung vor elf Jahren wurden 1.332.472 Euro für karitative Projekte ausgezahlt.